# Dasiops plumata
Dasiops plumata är en tvåvingeart som först beskrevs av Friedrich Georg Hendel 1932.  Dasiops plumata ingår i släktet Dasiops och familjen stjärtflugor. Inga underarter finns listade i Catalogue of Life.